# 2161 Grissom
2161 Grissom је астероид главног астероидног појаса са средњом удаљеношћу од Сунца која износи 2,748 астрономских јединица (АЈ).
Апсолутна магнитуда астероида је 12,4.